# Wodospady Islandii

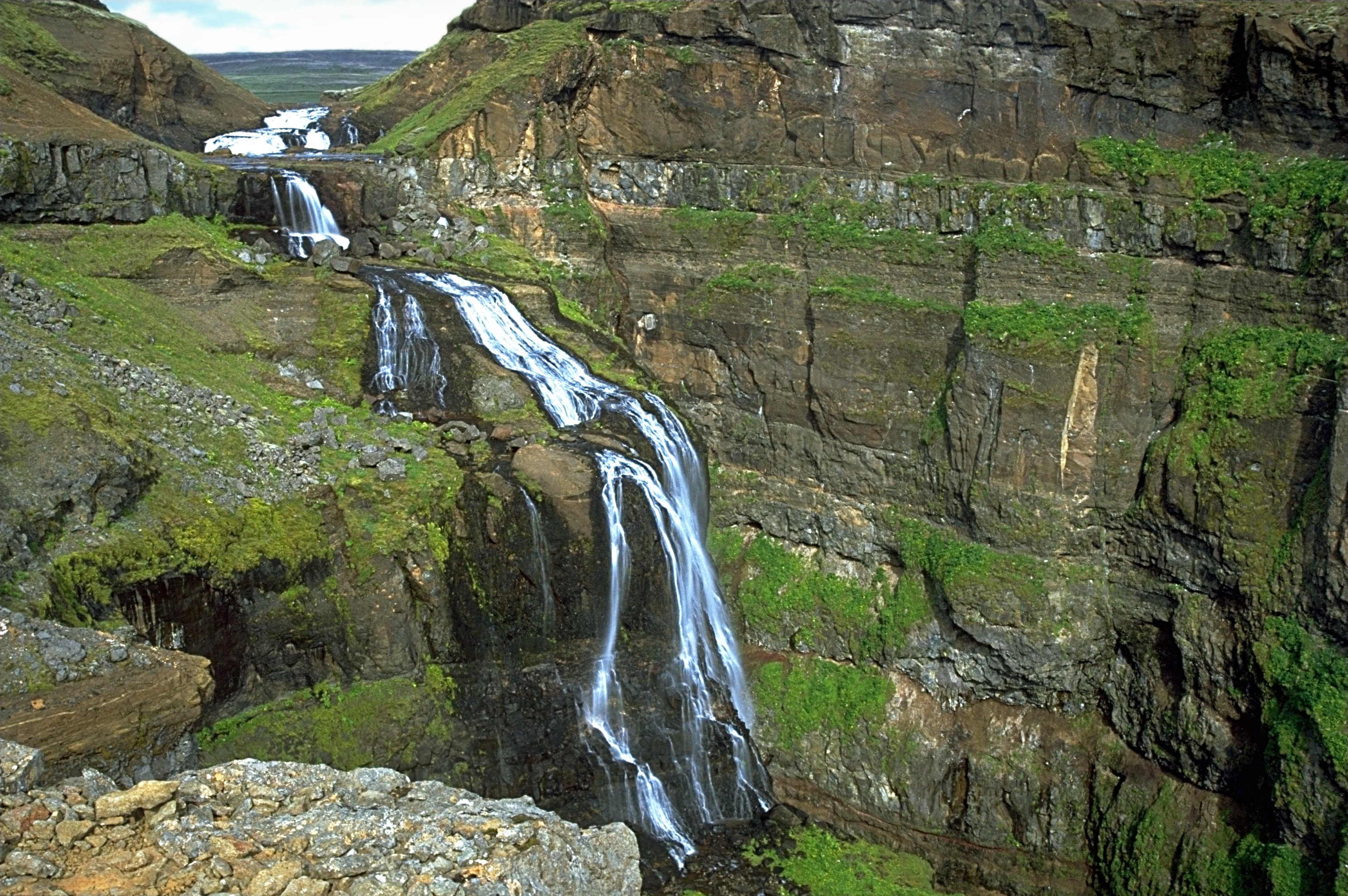
Wodospad Glymur – dotychczas uznawany za najwyższy wodospad Islandii

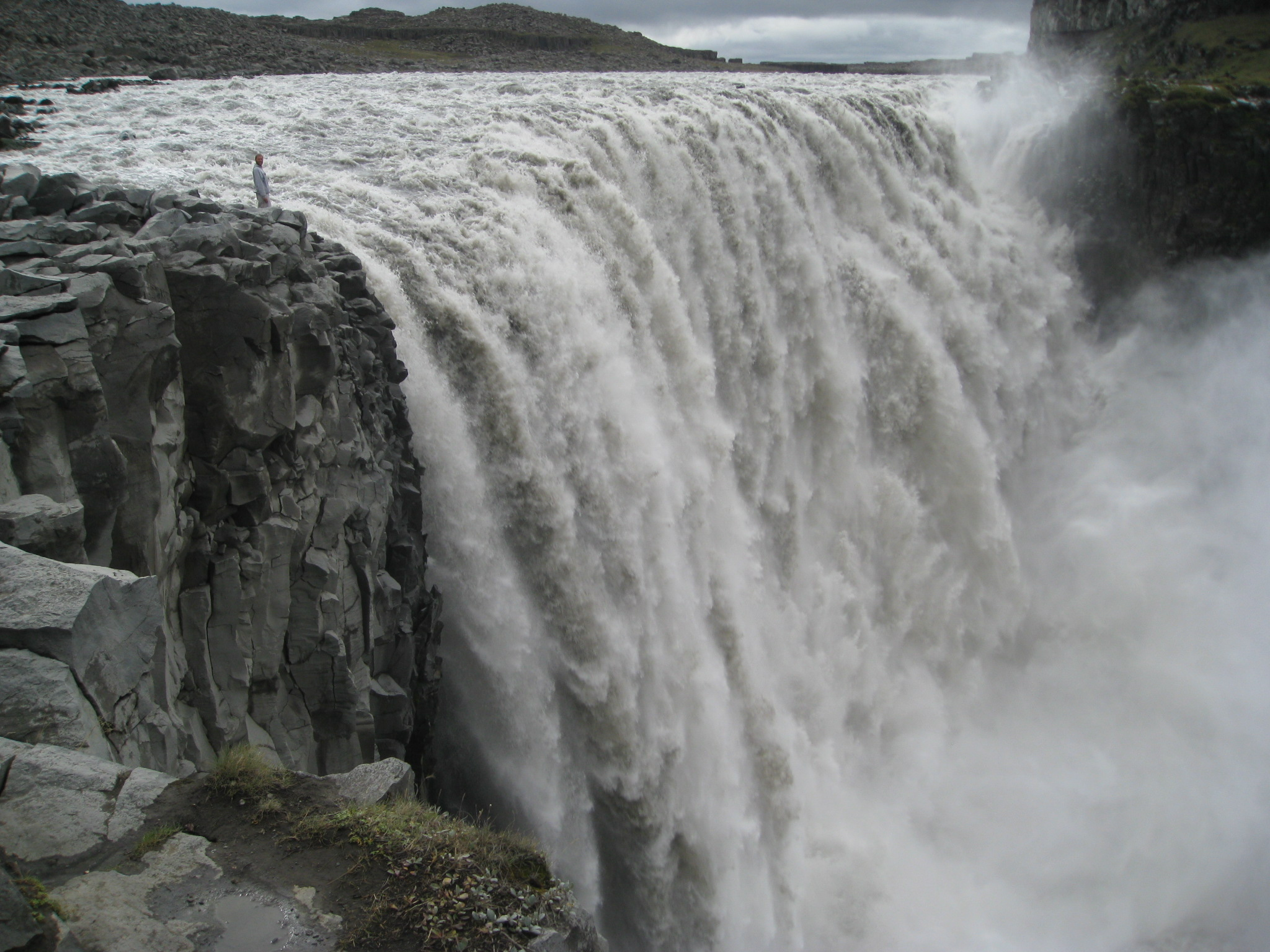
Wodospad Dettifoss – najpotężniejszy wodospad Islandii

Rzeki Islandii są stosunkowo krótkie (do 230 km), ale często charakteryzują się dużymi spadkami. Wody spływające z wewnętrznej wyżyny islandzkiej opadają dość często w postaci wodospadów. Baza wodospadów World Waterfall Database wymienia 918 wodospadów na wyspie, z tego 28 wodospadów o wysokości 50 m lub więcej oraz 11 o wysokości powyżej 100 m.
Islandzkie wodospady mają różny charakter: o swobodnym spadku jak Glymur lub Seljalandsfoss, o ślizgowym spadku po wielu stopniach jak Dynjandi, znaleźć też można szeroki dwustopniowy Gullfoss czy niosący duże ilości wody Dettifoss.
Za najwyższy wodospad oficjalnie uznaje się Glymur o wysokości 190 m (198 m według innych źródeł). Niektóre źródła wskazują jednak na wodospad Morsárfoss, który odkryto w 2007 roku w trakcie badań nad cofaniem się islandzkich lodowców. Jego wysokość ocenia się na około 239 m. Za najbardziej potężny uznaje się wodospad Dettifoss.

## Najwyższe wodospady Islandii (50 m i więcej)[2]
| Lp. | Nazwa            | Rzeka             | Wysokość w m |
| --- | ---------------- | ----------------- | ------------ |
| 1   | Morsárfoss       | Morsá             | 239          |
| 2   | Glymur           | Botnsá            | 198          |
| 3   | Strútsfoss       | Strútsá           | 175          |
| 4   | Prestagilsfoss   | Prestagilsá       | 160          |
| 5   | Dynjandi         | Dynjandisá        | 146          |
| 6   | Stigafoss        | Fossagil          | 137          |
| 7   | Granni           | Fossá             | 127          |
| 8   | Hangandifoss     | Hangandifosslækur | 123          |
| 9   | Háifoss          | Fossá             | 121          |
| 10  | Hengifoss        | Hengifossá        | 118          |
| 11  | Múlafoss         | Rótarfjallsá      | 101          |
| 12  | Rjúkandi         | Ysta-Rjúkandi     | 93           |
| 13  | Klifbrekkufossar | Fjarðará          | 91           |
| 14  | Foss á Síðu      |                   | 82           |
| 15  | Bjarnarfoss      | Landakotsgil      | 79           |
| 16  | Hamrafoss        | Vesturá           | 76           |
| 16  | Staðarfoss       | Staðará           | 76           |
| 18  | Grundarfoss      | Grundará          | 70           |
| 18  | Hrísfoss         | Hrísá             | 70           |
| 20  | Skógafoss        | Skógá             | 69           |
| 20  | Systrafoss       |                   | 69           |
| 22  | Drífandisfoss    | Drífandisá        | 61           |
| 22  | Flögufoss        | Flöguá            | 61           |
| 22  | Seljalandsfoss   | Seljalandsá       | 61           |
| 25  | Hænubrekkufoss   | Berufjarðará      | 53           |
| 25  | Gluggafoss       | Merkjá            | 53           |
| 27  | Dettifoss        | Jökulsá á Fjöllum | 51           |
| 28  | Hóláfoss         | Hólá              | 50           |

## Wybrane ważniejsze i bardziej znane wodospady Islandii[4][5]
| Lp. | Nazwa          | Rzeka               | Wysokość w m |
| --- | -------------- | ------------------- | ------------ |
| 1   | Glymur         | Botnsá              | 190          |
| 2   | Hengifoss      | Hengifossá          | 128          |
| 3   | Háifoss        | Fossá               | 122          |
| 4   | Dynjandi       |                     | 100-140      |
| 5   | Seljalandsfoss | Seljalandsá         | 65           |
| 6   | Skógafoss      | Skógá               | 62           |
| 7   | Dettifoss      | Jökulsá á Fjöllum   | 44           |
| 8   | Gullfoss       | Hvítá               | 32           |
| 9   | Hrauneyjafoss  | Tungnaá             | 29           |
| 10  | Hjálparfoss    | Fossá               | 13           |
| 10  | Reykjafoss     | Svartá í Skagafirði | 13           |
| 12  | Goðafoss       | Skjálfandafljót     | 12           |